# SN 1989I
SN 1989I – supernowa odkryta 9 marca 1989 roku w galaktyce PGC 52215. W momencie odkrycia miała maksymalną jasność 19,00m.